# IC 4272
IC 4272 ist eine Spiralgalaxie vom Hubble-Typ Sc im Sternbild Wasserschlange. Sie ist schätzungsweise 179 Millionen Lichtjahre von der Milchstraße entfernt.

Im selben Himmelsareal befinden sich u. a. die Galaxien PGC 723705, PGC 722558, PGC 724813, PGC 722522.
Das Objekt wurde am 4. Mai 1904 von Royal Harwood Frost.